# Alcaligenes
Alcaligenes — рід грам-негативних палочкоподібних бактерій. Види цього роду широко використовується для промислового біосинтезу нестандартних амінокислот, A. eutrophus також синтезуж біополімер полігідроксибутірат (PHB).